# Міжнародний союз біатлоністів
Міжнародний союз біатлоністів (англ. International Biathlon Union, нім. Internationale Biathlon-Union, IBU) — міжнародна організація, яка об'єднує національні федерації та інші організації, що представляють біатлон. Штаб-квартира союзу розташована в Австрії, в місті Зальцбург.

## Історія
Міжнародний союз біатлоністів заснований 2 липня 1993 року в Лондоні, після того, як було прийнято рішення про виключення біатлоністів з Міжнародного союзу з сучасного п'ятиборства і біатлону (фр. Union de Pentathlon Moderne et Biathlon, UIPMB), в якому вони перебували з 1953 року. У результаті біатлоністи створили власну міжнародну федерацію. До складу Союзу увійшли 57 національних організацій, які раніше перебували у Міжнародному союзі з сучасного п'ятиборства та біатлону.
Остаточне відокремлення від UIPMB відбулося на III Конгресі IBU в червні 1998 року. У серпні 1998 року Міжнародний олімпійський комітет визнав Міжнародний союз біатлоністів як незалежну міжнародну федерацію олімпійського виду спорту.
Штаб-квартира Міжнародного союзу біатлоністів відкрита 12 грудня 1993 року і перебуває з цього часу в австрійському місті Зальцбург (офіційно зареєстрована як штаб-квартира міжнародної організації відповідно до вимог австрійського законодавства в 1999 році).

## Структура
У своїй діяльності Міжнародний союз біатлоністів керується Статутом (англ. IBU Constitution), прийнятим на установчому конгресі в 1993 році. Останні поправки відносяться до 2004 року.
Вищим органом Міжнародного союзу біатлоністів є Конгрес, який проводиться раз на два роки. Конгрес затверджує Статут Міжнародного союзу біатлоністів і правила проведення змагань, обирає керівництво Союзу, а також визначає місця проведення світу чемпіонатів. Останнім відбувся IX Конгрес, який пройшов у російському місті Санкт-Петербург з 2 вересня по 5 вересня 2010 року. Наступний повинен відбутися в італійському місті Мерано в 2012 році.
Поточне управління діяльністю організації здійснює Виконком Міжнародного союзу біатлоністів (англ. IBU Executive Board), що збирається в міру необхідності прийняття тих чи інших рішень. Він затверджує календар змагань, приймає кадрові рішення, які не належать до виключної компетенції Конгресу організації. У Виконком входять 9 членів: президент, 1-й віце-президент і 7 (станом на 2010 рік) віце-президентів, що займаються різними напрямки роботи Союзу.
Беззмінний президент Міжнародного Союзу біатлоністів з моменту заснування — Андерс Бессеберг (Норвегія). У 2010 році він переобраний на черговий 4-річний термін. Перший віце-президент — Сергій Кущенко (Росія), займає посаду з 2010 року.
Офіційні мови — англійська, німецька і російська.

## Змагання під егідою Союзу

### Чемпіонат світу з біатлону серед юніорів
Проводиться щорічно з 1967 року серед чоловіків і з 1989 року серед жінок. Включає два окремих заліки: серед юніорів (віком 20-21 рік на початок календарного року) і серед юнаків/дівчат (19 років і молодше), хоча старт в обох вікових груп в деяких дисциплінах може бути загальним.

### Європейські змагання
Кубок IBU (колишній Кубок Європи) і чемпіонат Європи — змагання «другого ешелону». У них, як правило, беруть участь спортсмени, що тільки починають кар'єру, або ті, хто не потрапляє в основну команду (що виступає на кубку світу) через зниження своїх результатів — часом навіть олімпійські чемпіони (наприклад, Фруде Андресен, Ольга Зайцева в сезоні 2007—2008) і чемпіони світу (наприклад, Павло Ростовцев у сезоні 2004—2005). У країнах, де конкуренція за місце в збірній дуже висока, багато біатлоністів та біатлоністок всю свою міжнародну кар'єру «кочують» між Кубком Європи і Кубком світу, не маючи можливості закріпитися в основній команді.
Біатлонний календар складається таким чином, що взяти повноцінну участь і в усіх змаганнях кубку світу (включаючи чемпіонат), і в чемпіонаті Європи (не кажучи про етапи кубка IBU) практично неможливо. Тим самим підтверджується, що це змагання для різних категорій спортсменів. Усі європейські змагання відкриті. Крім власне європейців у них беруть участь спортсмени з Казахстану, Канади, США та інших країн.
Дисципліни, що проводяться на чемпіонаті Європи та етапах кубка IBU, ті ж, що і на змаганнях світового рівня. За винятком того, що не проводяться мас-старти і змішані естафети.

#### Відкритий чемпіонат Європи з біатлону
Чемпіонат Європи проводиться щорічно з 1994 року серед жінок, чоловіків, юніорок та юніорів. У програму чемпіонату з 2000 року входять: індивідуальна гонка, спринт, гонка переслідування і естафета. Тому, хоча кількість видів програми на ЧЄ менше, ніж на чемпіонаті світу, кількість розігруваних комплектів медалей більше (в останні роки — 16). З 2009 року у чемпіонаті Європи зможуть брати участь тільки спортсмени, яким на початок календарного року ще не виповнилося 27 років. Таким чином, турнір набуває значення «молодіжного чемпіонату світу».
Спортсмени перших збірних провідних біатлонних держав (Росії, Німеччини, Норвегії, Франції) за рідкісним винятком не беруть участь у цих змаганнях. Водночас Україна, Білорусь, Польща, Болгарія і деякі інші традиційно посилають своїх провідних біатлоністів завойовувати медалі чемпіонатів Європи. Також серед юніорів відмінності у списках спортсменів. що беруть участь у світовій і європейській першостях менш помітні.

#### Кубок IBU з біатлону
Кубок IBU (до сезону 2008—2009 — Відкритий кубок Європи), як і Кубок світу, складається з ряду етапів, на кожному з яких проводиться 2 (рідше 3) гонки. Має велике значення в біатлоні як кваліфікаційні змагання для Кубка світу. Згідно з правилами проведення змагань, щоби взяти участь у Кубку світу, спортсмен повинен показати на європейських змаганнях у спринті або в індивідуальній гонці результат, який не більше, ніж на 15 % поступається усередненому з трьох найкращих у перегонах. Це не єдиний спосіб отримати кваліфікацію. Спортсмени, що переходять у старшу вікову групу, можуть кваліфікуватися на Кубок світу, виходячи зі своїх результатів на юніорському чемпіонаті світу.

### Континентальні змагання
Крім чемпіонату і кубка Європи, що мають важливе місце в структурі сучасного біатлону, Міжнародний союз біатлоністів проводить чемпіонати і кубкові змагання на інших континентах: в Азії, Північної і Південної Америці, — а також міжнародні змагання регіонального значення (наприклад, Кубок Балкан, Кубок Півночі (серед країн Скандинавського регіону, Північної Америки та Росії)).

### Арчері-біатлон
Упродовж ряду років Міжнародний союз біатлоністів займався розвитком арчері-біатлону в партнерстві з Міжнародною федерацією стрільби з лука (фр. Fédération Internationale de Tir à l'Arc, FITA). З 2006 року арчері-біатлон перебуває поза компетенцією IBU.

### Інші змагання
Міжнародний Союз біатлоністів бере участь у Зимових Олімпіадах і Зимових Універсіадах як організація, відповідальна за проведення біатлонних змагань.